# Apollon Barret

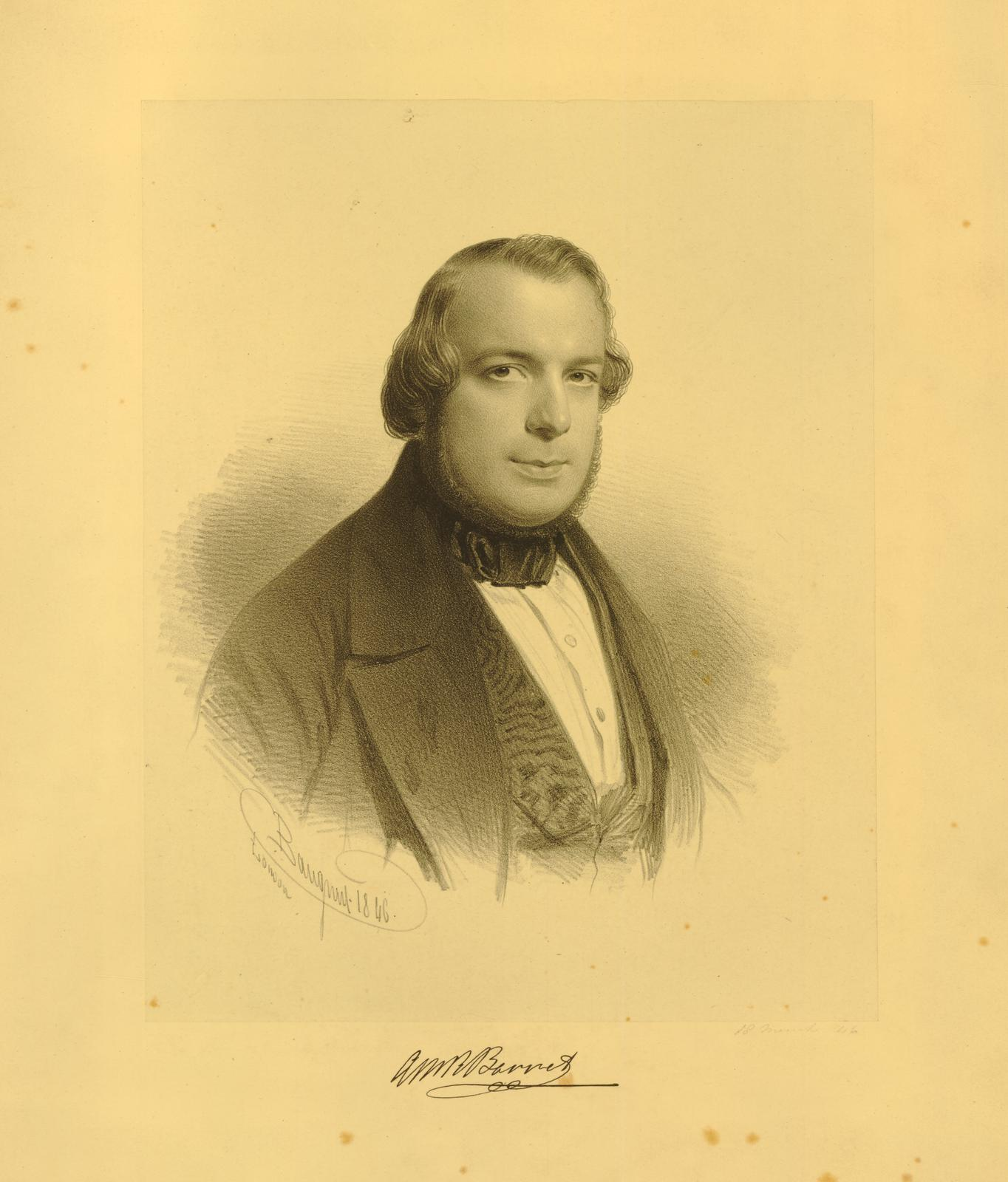
Retrato del oboísta francés Apollon Barret

Apollon Marie-Rose Barret (1804-1879) nació en Francia y fue profesor de oboe en la Royal Academy of Music de Londres.
Publicó su "Método Completo para oboe" que se emplea por los profesores de oboe en todo el mundo desde entonces.
- Datos: Q3774146